# Thriller religioso
Il thriller religioso è un genere letterario e cinematografico d'azione che mischia le caratteristiche della letteratura gialla con spiccate connotazioni di suspense a tematiche tipiche della fede.
Anche se non possono essere considerati come capostipiti Il nome della rosa di Umberto Eco ed Il codice da Vinci di Dan Brown, sono due opere che devono essere ritenute come le più importanti e conosciute del genere sia che si faccia riferimento ai libri che ai relativi film; tanto che sulla loro scia in particolare nel primo decennio del XXI secolo sono stati pubblicati numerosi romanzi del genere o anche delle pellicole che però sono state numericamente molto meno cospicue.
Oltre ai nomi già citati, tra gli altri sono scrittori del genere: Matilde Asensi, Ken Follett, Tess Gerritsen,  Kathleen McGowan Julia Navarro, infine Ian Caldwell e Thomason Dustin che insieme hanno dato alle stampe Il codice del quattro.
Per quanto riguarda la cinematografia conviene citare Ron Howard che ha diretto Il codice da Vinci, Angeli e demoni e Inferno.